# Mohamad Ali Sanatkaran
Mohamad Ali Sanatkaran (Teherán, Irán, 18 de marzo de 1938) es un deportista iraní retirado especialista en lucha libre olímpica donde llegó a ser medallista de bronce olímpico en Tokio 1964.

## Carrera deportiva
En los Juegos Olímpicos de 1964 celebrados en Tokio ganó la medalla de bronce en lucha libre olímpica estilo peso wélter, tras el luchador turco İsmail Ogan (oro) y el soviético Guliko Sagaradze (plata).